# Francisco Javier Osornio Corres
Francisco Javier Osornio Corres, es un académico, escritor, abogado y funcionario público mexicano.
Francisco Javier Osornio es doctor en derecho y ha ocupado los cargos de Abogado General del Instituto Politécnico Nacional, coordinador del sector paraestatal de la Secretaría de Educación Pública y tanto subdirector como después director general de la Comisión Nacional de Libros de Texto Gratuitos, cargo, este último, que ocuparía en 1994. Es, además, socio fundador de la Asociación Nacional de Abogados Generales de Instituciones Públicas de Educación Superior (ANAPIES). En 2010 fue candidato a ser consejero del Instituto Federal Electoral.